# Егоров, Вячеслав Константинович
Вячесла́в Константи́нович Его́ров (2 марта 1928 — 1 ноября 1993) — хозяйственый руководитель. Герой Социалистического Труда (1971). Заслуженный строитель РСФСР. Почётный гражданин города Апатиты.

## Биография
Вячеслав Егоров родился в 1928 году в Мосальске. В 1949 году окончил Московский металлургический техникум по специальности техник-строитель, после чего работал мастером в СМУ «Ловозерстрой», с 1955 по 1961 год — старшим прорабом, затем начальником «Ловозерстроя», начальником СУ «Кандалакшстрой» треста «Кольстрой». С мая 1961 по апрель 1962 года находился на должности управляющего трестом «Рудстрой» в Оленегорске.

### На должности управляющего «Апатитстроем»
В 1962 году Егорова назначили управляющим трестом «Апатитстрой», на этой должности он оставался следующие 14 лет, пока в 1976 году его не перевели на повышение на должность начальника Всесоюзного строительно-монтажного объединения «Союзспецтяжстрой». Из всех управляющих «Апатитстроя» Егоров дольше всех находился на этой должности. В 1972 году окончил Ленинградский горный институт имени Плеханова, получив специальность инженера-строителя.
За время работы в Мурманской области принимал участие в строительстве большого количества объектов — рыбоводных и авторемонтных предприятий, ретрансляторов в Кандалакше, Оленегорске, Зашейке, Оленегорского горно-обогатительного комбината. Под его руководством проходило строительство АНОФ-2, рудника «Центрального», сооружений комбината «Апатит», Кировской ГРЭС, жилых и общественных зданий в Апатитах, в том числе — Дворца культуры, кинотеатра «Полярный», больницы, стадиона, плавательного бассейна.

## Награды
Указом Президиума Верховного Совета СССР (неопубликованным) от 5 апреля 1971 года «за выдающиеся успехи в выполнении заданий пятилетнего плана по строительству и вводу в действие производственных мощностей, жилых домов и объектов культурно-бытового назначения» удостоена звания Героя Социалистического Труда с вручением ордена Ленина и золотой медали Серп и Молот. Вячеслав Константинович является одним из четырёх Героев Социалистического Труда из работников «Апатитстроя», вместе с Михаилом Калацким, Николаем Курмахиным и Аркадием Тереховым.
Среди других наград Егорова — два ордена Ленина, орден Октябрьской Революции. Кроме того, Егоров становился лауреатом премии Совета Министров СССР.
За годы, когда Вячеслав Константинович управлял «Апатитстроем», трест был неоднократно отмечен различными наградами, среди которых — орден Ленина (30 марта 1965 года), Памятное знамя ЦК КПСС, Президиума Верховного Совета СССР, Совета Министров СССР и ВЦСПС (1967 год), диплом 1-й степени ВДНХ СССР по теме «Строительство пускового комплекса АНОФ-2» (1968 год), диплом по итогам Всесоюзного общественного смотра-конкурса на лучшее качество строительства по экономическим проектам (1969 год), диплом ВЦСПС за научную организацию труда и управления строительством (1970 год), юбилейный Почётный знак ЦК КПСС, Президиума Верховного Совета СССР, Совета Министров СССР и ВЦСПС, в честь 50 летия образования СССР (1972 год), Красное знамя ЦК КПСС, Совета Министров СССР, знамя ЦК КПСС, Совета Министров СССР, ВЦСПС и ЦК ВЛКСМ за успехи в соцсоревновании, Почётный знак ЦК КПСС, Совета Министров СССР, ВЦСПС и ЦК ВЛКСМ «За трудовую доблесть в 9-й пятилетке» (1975 год). В том же 1975 году трест получил переходящее Красное знамя ЦК КПСС, Совета Министров СССР, ВЦСПС и ЦК ВЛКСМ, и был занесён на всесоюзную Доску почета ВДНХ СССР.

## Память
26 августа 1996 года имя героя-строителя было включено в книгу почёта города Апатиты. С 2004 года на здании Дворца культуры в Апатитах установлена мемориальная доска, а в 2005 году Дворцу культуры было присвоено имя героя.
В 2007 году вышла книга Валентина Виноградова и Василия Белоусова — «Призвание — строитель», полностью посвящённая Вячеславу Константиновичу.